# Harry Hannus
Harry Hans Erik Hannus (nascido em 20 de dezembro de 1949) é um ex-ciclista olímpico finlandês. Representou sua nação nos Jogos Olímpicos de Verão de 1972, 1976, 1980 e 1984.